# Adesmus pirauna
Adesmus pirauna là một loài bọ cánh cứng trong họ Cerambycidae.